# Ясников, Владимир Николаевич
Владимир Николаевич Ясников (1909—1984) — советский энергетик.

## Биография
Родился 3 декабря 1909 года в Минусинске (ныне Красноярский край). Отец — военнослужащий, мать — фельдшер. Вскоре их семья переехала в Киевскую губернию и поселилась на станции недалеко от Киева.
Окончил семилетнюю школу. Работал на станции помощником обходчика и киномехаником, потом в Киеве на железной дороге сбойщиком ящиков, линейным рабочим.
Без отрыва от производства окончил Киевский энерготехнический институт (1935).
В 1934—1936 годах инженер «Кузбассэлектросети» Кемеровокомбинатстроя. В 1936—1939 годах начальник диспетчерской службы «Кемеровоэнерго», которая руководила параллельной работой Кемеровской ГРЭС и ТЭЦ Кузнецкого меткомбината.
В 1939—1943 годах главный инженер, затем начальник «Кузбассэлектросети». В 1943—1947 заместитель главного инженера «Кемеровоэнерго». С 1947 года директор Кемеровской ГРЭС.
В 1959—1983 годах первый начальник Объединённого диспетчерского управления энергосистемами Сибири.
Доцент, профессор Кузбасского политехнического института.

## Награды и премии
- Сталинская премия второй степени (1948) — за разработку и внедрение метода пофазного ремонта ЛЭП
- орден Октябрьской революции
- орден Трудового Красного Знамени
- медаль «За трудовую доблесть»
- Почётная Грамота Президиума Верховного Совета СССР
- заслуженный энергетик СССР
- Почётный энергетик СССР.